# دیان پارکینسون
دیان پارکینسون (انگلیسی: Dian Parkinson؛ زاده ۳۰ نوامبر ۱۹۴۴) یک مانکن است. 